# Drigung-Kagyü
Die Drigung-Kagyü-Schule (tib.: 'bri gung bka' brgyud) ist eine der sogenannten „acht kleineren Schulen“ der Kagyü-Tradition des tibetischen Buddhismus (Vajrayana). Sie gehört zu den Schulen, die aus der Übertragungslinie von Marpa dem Übersetzer (1012–1097) hervorgingen.

## Entstehung
Die Drigung-Schule wurde von Drigung Jigten Gönpo (tib.: 'bri gung 'jig rten mgon po; 1143–1217), auch Jigten Sumgön (tib.: 'jig rten gsum mgon) genannt, einem Schüler des Phagmo Drupa, mit der Gründung des Klosters Drigung Thil im Jahre 1179 in Tibet ins Leben gerufen. Jigten Gönpo wurde der Überlieferung nach vom ersten Karmapa Düsum Khyenpa und vom indischen Mahapandita Shakya Shribhadra (aufgrund des Hinweises eines singhalesischen Arhats und seiner Vision der Tara) als Reinkarnation des großen Mahayana-Gelehrten Nagarjuna angesehen. Die Drigung-Schule war zu Beginn die wohl am weitesten verbreitete Unterschule der Kagyü. Tsongkhapa, der Gründer der Gelug-Schultradition, erhielt 1373 in Drigung Thil vom elften Drigungpa Chökyi Gyalpo (1334–1407) die Überlieferungen des „Fünffachen Pfades der Mahamudra“ (tib.: Phyag chen lnga ldan), des "Großen Drigung Rituals zur Hervorbringung von Bodhicitta" (tib.:  'Bri gung sems bskyed chen mo) und eines Yogas für die Langlebigkeit. Die Schule hat nach wie vor ein besonderes Gewicht in Ladakh. Seit dem 17. Jahrhundert wird sie von den Inkarnationen der „zwei Brüder“ geleitet, derzeit der 37. Thronhalter „Drigung Chetsang Rinpoche“ (tib.:  'bri gung che tshang rin po che) und der 36. Thronhalter „Drigung Chungtsang Rinpoche“ (tib.: 'bri gung chung tshang rin po che). Diese beiden gehen auf zwei der bedeutendsten Äbte Drigung Thils zurück, nämlich auf Könchog Ratna (1590–1654) und seinen jüngeren Bruder Rigdzin Chökyi Dragpa (1595–1659). Davor wurde diese Tradition hauptsächlich von ordinierten Mitgliedern der Kyura (tib.: sKyu ra) Familie geleitet.

## Lehren
Zu den bedeutendsten Lehren Jigten Gönpos gehören der dGongs gcig („die eine Intention“), ein Text, in dem er (wie der Titel des Textes sagt) hinsichtlich der Sichtweise, des Verhaltens und der Praxis an den Kern der Lehre Buddhas--seine „eine Intention“--anzuknüpfen versucht. In den acht Kapiteln des Buches werden die im Laufe der Zeit von der Gelehrtentradition immer weiter untergliederten Lehren wieder auf den „einen Kernpunkt“ zurückgeführt. So wird etwa gezeigt, dass die drei Formen von Gelübden (der Hörer, der Bodhisattvas, und der Tantriker) eigentlich einen einzigen Kernpunkt haben, nämlich das Vermeiden von unheilsamen Handlungen (dGongs gcig 1.24), oder dass die drei „Drehungen des Rades der Lehre“ im Grunde so beschaffen sind, dass in jedem einzelnen die jeweils anderen enthalten sind. Ein weiteres wichtiges Werk ist das Theg chen bstan pa'i snying po („Essenz der Mahayana Lehren“), das zu den „Stufen der Lehre“ (bstan rim) Texten gehört und einen Überblick über alle Themen des Mahayanas (einschließlich des Tantra) gibt. Die Hauptpraxis der Drigungpa ist der Phyag chen lnga ldan („Fünfgliedriger Pfad der Mahamudra“) mit den Gliedern (1) Bodhichitta, (2) tantrische Gottheit (tib. yi dam), (3) Guru-Yoga der vier Kayas (Nirmana-, Sambhoga-, Dharma- und Svabhavikakaya (siehe auch Trikaya)), (4) Mahamudra, und (5) Widmung der heilsamen Geisteseindrücke. Dabei lehrte Jigten Gönpo, dass die fünf Glieder dieser Praxis ständig aufrechtzuerhalten seien und in jeder Praxissitzung vollständig enthalten sein müssen (dGongs gcig 2.14.). Jigten Gönpo übermittelte ebenfalls die klassischen Kagyü-Praktiken wie die „Sechs Yogas von Naropa“ und Gampopas spezielle Mahamudra-Übermittlung der „angeborenen Einheit“ (tib. lhan cig skyes sbyor) und der „Vier Yogas der Mahamudra“. In späterer Zeit wurden auch Termas der nördlichen Überlieferung der Schätze (tib. byang gter) von den Drigungpas übermittelt, von denen die Praxis des „Yangzab“ Dzogchen die Bedeutendste ist. Von besonderer Bedeutung ist auch die spezielle Drigung-Praxis der Bewusstseinsübertragung „Phowa“.

## Verbreitung
Neben den klassischen Anstammungsgebieten in Tibet und Ladakh sind Drigung-Kagyü-Gemeinschaften auch in Indien, Nepal, Bhutan und Malaysia, in Südamerika, Nordamerika und Europa zu finden. Einige Gemeinschaften haben sich auch in Deutschland entwickelt.

## Buddhistische Musik
Die Buddhistische Musik der Drigung-Kagyü-Schule im Kreis Maizhokunggar (Autonomes Gebiet Tibet) steht auf der Liste des immateriellen Kulturerbes der Volksrepublik China (637 II-138 Zhikong Gaju pai yinyue 直孔噶举派音乐).